# 枯鲁杜鹃
枯鲁杜鹃（学名：Rhododendron adenosum）为杜鹃花科杜鹃花属下的一个种，为中国特有种。
枯鲁杜鹃最早由美国植物学家约瑟夫·洛克1929年9月在中国四川省西南部的枯鲁山区采集到标本，当时未命名。1953年，该标本被作为粘毛杜鹃的变种发表；后于1978年被提升为种。在2013年中国环境保护部和中国科学院联合发布的《中国生物多样性红色名录-高等植物卷》和覃海宁等发表的《中国高等植物红色名录》（2017年）里，枯鲁杜鹃均被评估为野外灭绝（EW）。2020年5月，中国科学院昆明植物研究所极小种群野生植物综合保护团队在四川省凉山州木里县野外考察过程中重新发现一株已被宣布野外灭绝的枯鲁杜鹃。几乎同时，中国科学院植物研究所华西亚高山植物园与贡嘎山国家级自然保护区的科研团队在甘孜州也发现了枯鲁杜鹃的身影，在康定、九龙两地都发现有枯鲁杜鹃分布，确定的有20余株，疑似种约有40多株。